# Docklands (Londen)

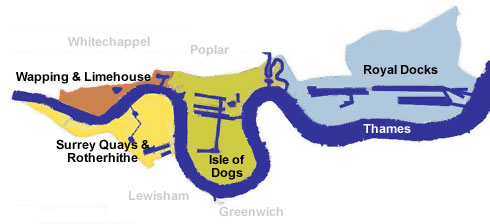
De vier deelgebieden van de Londense Docklands

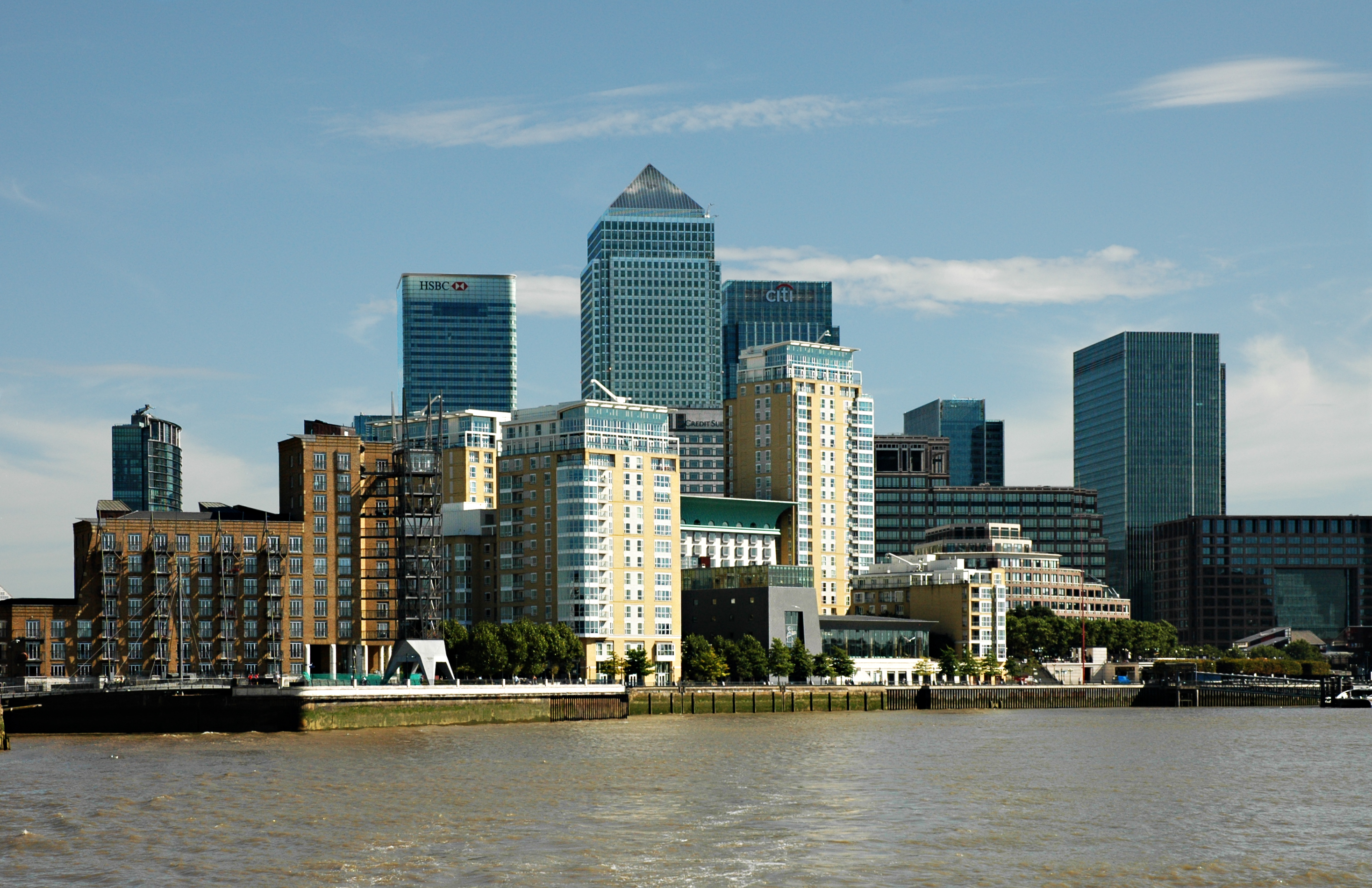
Wolkenkrabbers in Canary Wharf

De Docklands is de semi-officiële naam voor een gebied in het oosten en zuidoosten van Londen aan de rivier de Theems. Het omvat delen van de London boroughs Southwark, Tower Hamlets, Newham en Greenwich. De naam London Docklands werd voor het eerst gebruikt in 1971 in een overheidsrapport over herontwikkelingsplannen, maar is sindsdien vrijwel universeel geaccepteerd.

## Ontwikkeling
De Docklands waren vroeger een deel van de Haven van Londen (Engels: Port of London), eens de grootste haven ter wereld. Van oudsher was het gebied dus een haven- en industriegebied. De havens zijn in de loop der jaren steeds meer verplaatst naar locaties buiten de stad, waardoor de Docklands in verval raakten. In de jaren 1980 ontstonden plannen om het gebied andere bestemmingen te geven. Sinds die tijd is het gebied in een hoog tempo omgevormd in een gebied met (voornamelijk duurdere) woningen en kantoren. De toplocatie werd Canary Wharf op het schiereiland Isle of Dogs, in het midden van de Docklands. Nadat dit gebied vrijwel was volgebouwd, kregen de verder oostwaarts gelegen Royal Docks in 2011 de status van Urban Enterprise Zone, waarna de ontwikkeling zich op dit gebied richtte.

## Instellingen en voorzieningen
Canary Wharf is tegenwoordig het tweede financiële centrum van Londen (na de City) en tevens het centrum van de Britse pers (het nieuwe Fleet Street). Met het openbaar vervoer is het gebied bereikbaar via het 'eigen' lichte metronetwerk Docklands Light Railway (DLR; sinds 1987), de Londense metrolijn Jubilee line (sinds 1999) en de deels ondergrondse voorstadspoorweg Elizabeth line (sinds 2022). De zakenluchthaven van Londen, London City Airport, bevindt zich in het oostelijk deel van de Docklands, waar zich ook het London ExCeL International Exhibition Centre bevindt.